# 夺目光芒
夺目光芒是加拿大歌手威肯的一首歌曲，收錄於他的第四張錄音室專輯《黑潮時刻》。歌曲於2019年11月29日作為專輯的首支單曲由XO唱片與聯眾唱片發行。
有別於其他的流行歌曲，该歌曲因使用了羅蘭（Roland） Juno-60混音器，亦具有浓厚的1980年代的复古曲风，在2020年告示牌百强单曲榜连续4周榜首。此外，夺目光芒在榜内停留了90周，曾作为告示牌百强单曲榜停留最久的纪录，後來被易碎動物的〈Heat Waves〉超越。該曲也是榜單上在TOP 10累計周數最多的歌曲，以及出榜後回榜最高名次的單曲该歌曲曾于2021年1月2日一度出局，但于1月9日在百强单曲榜重新登榜。2021年9月11日，该歌曲正式于百强单曲榜出局。
2023年初，夺目光芒在Spotify上的播放量超越紅髮艾德的歌曲妳的樣子，成為目前在Spotify上播放量最高的單曲。

## 資料來源
1. ↑  . 正东音像制品贸易（上海）有限公司.   [2024-07-05]. （原始内容存档于2024-07-05） （中文（简体））.
2. ↑  Guerra, Bruno. . Rap 24 Horas. 2019-11-25  [2019-11-27]. （原始内容存档于2020-03-22）.
3. ↑  . HotNewHipHop.   [2019-11-27]. （原始内容存档于2020-03-22）.
4. ↑  . 2019-11-26  [2019-11-27]. （原始内容存档于2020-03-22）.
5. ↑  . GDqun. 2021-08-18  [2021-08-18]. （原始内容存档于2021-08-18）.
6. ↑  . 2020-12-29  [2021-01-02]. （原始内容存档于2021-10-03）.
7. ↑  . 2021-01-05  [2021-01-09]. （原始内容存档于2021-01-09）.
8. ↑  . Twitter. 2021-09-08  [2021-10-03]. （原始内容存档于2022-02-17）.